# Pierre Boutroux
Pierre Léon Boutroux, född 6 december 1880, död 15 augusti 1923, var en fransk matematiker, son till filosofen Émile Boutroux.
Boutroux matematiska verk behandlar främst differentialekvationernas teori, där han med framgång följt Painlevés undersökningar över de komplicerade förhållanden, som lösningarnas singulariteter uppvisar. Boutroux har även bidragit till diskussion av matematikens filosofiska grundfrågor. I L'idéal scientifique de mathématiciens (1920) företrädde han en uppfattning som närmade sig den intuitionistiska.